# Jan Maria Boccardo
Jan Maria Boccardo, Giovanni Boccardo (ur. 20 listopada 1848 w Moncalieri w Piemoncie, zm. 30 grudnia 1913 w Pancalieri) – włoski duszpasterz, założyciel Zgromadzenia Ubogich Sióstr św. Kajetana (P.F.S.G.), doktor teologii, honorowy kanonik Kolegiaty Santa Maria della Scala w Chieri, błogosławiony Kościoła rzymskokatolickiego.

## Życiorys
Był najstarszym z dziesięciorga dzieci swoich rodziców. W 1861 roku uczęszczał do gimnazjum, a następnie wstąpił do seminarium duchownego. W dniu 3 czerwca 1871 otrzymał święcenia kapłańskie i po kilku miesiącach będąc asystentem wstąpił do seminarium w Chieri. W 1873 został kierownikiem duchowym a w 1881 roku został przeniesiony do seminarium diecezjalnego w Turynie. W 1882 mianowano go proboszczem w Pancalieri.
W 1884 wybuchła epidemia cholery i wówczas pomagał ludziom dotkniętym chorobą. Gdy epidemia się skończyła, za zgodą arcybiskupa z Turynu, otworzył hospicjum. Założył zgromadzenie zakonne Ubogich Sióstr św. Kajetana (wł. Povere Figlie di San Gaetano).
Zmarł całkowicie sparaliżowany mając 65 lat w opinii świętości. Jego pogrzeb odbył się 1 stycznia 1914 na który przybyło wielu wiernych.

## Beatyfikacja
Został beatyfikowany przez papieża Jana Pawła II w dniu 24 maja 1998 roku w Turynie.